# Wappo jezik
Wappo jezik (ISO 639-3: wao), jedan od dva jezika porodice yuki koji se govorio na području okruga Napa u Kaliforniji, oko 1 000 (1700), danas izumro; etničkih (2000.) oko 250 na rezervatima Coyote Valley, Dry Creek Rancheria (s Pomo Indijancima), rezervatu Round Valley, i u okrugu Okrug Sonoma. 
Pripadnici plemena Wappo danas se služe engleskim [eng]

## Vanjske poveznice
- Ethnologue (14th)
- Ethnologue (15th)